# Malkata
Malkata régészeti lelőhely Egyiptomban, az ókori Théba városának a Nílus nyugati partján elterülő részén, szemben a luxori templommal. Itt állt III. Amenhotep fáraó fényűző palotája, melyet a maga korában „a ragyogó Aton palotája” néven ismertek, de ma Malkataként említik, egy arab szó alapján, melynek jelentése „ahol felszednek valamit”.
A hatalmas palotaegyüttes a fáraó 11. és 29. uralkodási éve között épült, nagyrészt vályogtéglából, Amenhotep nagy kiterjedésű halotti templomától délre. A fáraó és családja a 29. évben költöztek be, ezzel Thébát téve meg állandó lakhelyüknek – azelőtt az uralkodócsalád évente többször is változtatta lakóhelyét, hol az északi fővárosban, Memphiszben tartózkodott, hol (főleg a jelentős vallási ünnepek idején) Thébában, ahol a karnaki templomhoz tartozó palotában laktak. Amenhotep azzal, hogy a városnak a templomtól lehető legmesszebb eső pontján épített palotát magának, hangsúlyozta eltávolodását a befolyásos Ámon-papságtól.

## Felépítése

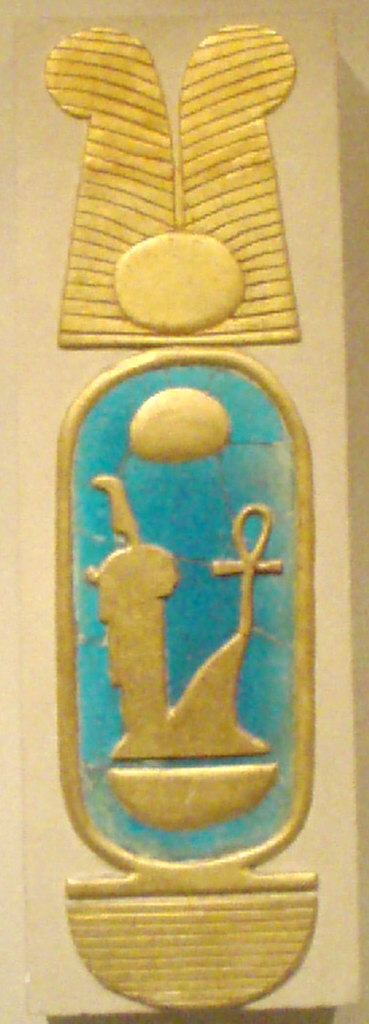
Amenhotep kártusa a palotában

Az épületkomplexum, mely Egyiptom legnagyobb kiterjedésű – több mint 300 hektáros – királyi rezidenciája volt, négy palotából állt – a délkeleti palotából, melyhez fogadócsarnokok, ünnepi csarnok, hivatalok, konyhák és raktárak is tartoztak, és melyben a fáraó lakosztályai voltak; a déli palotából, amely Tije királynéé, a fáraó főfeleségéé volt, az északi palotából, mely legidősebb leányuké, Szitamoné, valamint egy középső palotából. Lakóhelyet biztosított a királyi család több más tagjának, a háremnek, és tisztségviselők, szolgák százainak. A palotához tartozott egy adminisztratív központ, a „nyugati villák”, dél felé a munkások műhelyei és falva, északra pedig egy település, melyet a palotát ellátó munkások laktak.
A palotának saját Ámon-temploma volt, melyet a 34. évben megtartott második szed-ünnepre (jubileumi ünnepségre) építtetett Szimut, Ámon negyedik prófétája. Ezt felvonulási út kötötte össze egy 2,5 km széles, T alakú kikötővel (mai nevén Birket Habu), melynek vize visszatükrözte az előtte álló palotaépületet, és kijárást biztosított Amenhotep hajójának, a Ragyogó Atonnak a Nílusra.
Az északi részen feltehetőleg egy maru állt, ez olyan, a napkultuszban szerepet játszó építmény volt, mely mesterséges tavakból, virágágyásokból és kis pavilonokból állt, kelet-nyugati tengely mentén épült, és napkeltétől napnyugtáig megfigyelhető volt innen a nap.
A fő palotától ötszáz méternyire délre egy stadion is állt, 400 méternyi egyenes pályával, lehetséges, hogy itt kocsiversenyeket rendeztek. A palotaegyüttest út kötötte össze a tőle északra álló halotti templommal, valamint azzal a sártégla-emelvénnyel, mely tőle 2 km-re délkeletre terült el, és melyen a fáraó szed-ünnepeinek szertartásai zajlottak.
Az épületek sártéglából épültek, melyekre a fáraó kártusát pecsételték; a Tije számára készült épületek építőköveire az ő neve is felkerült. Az ablak-és ajtókeretek, lépcsők, oszloptalapzatok, csatornák és fürdőhelyiségek építésénél fát, mészkövet és homokkövet használtak.

## Díszítései, berendezése

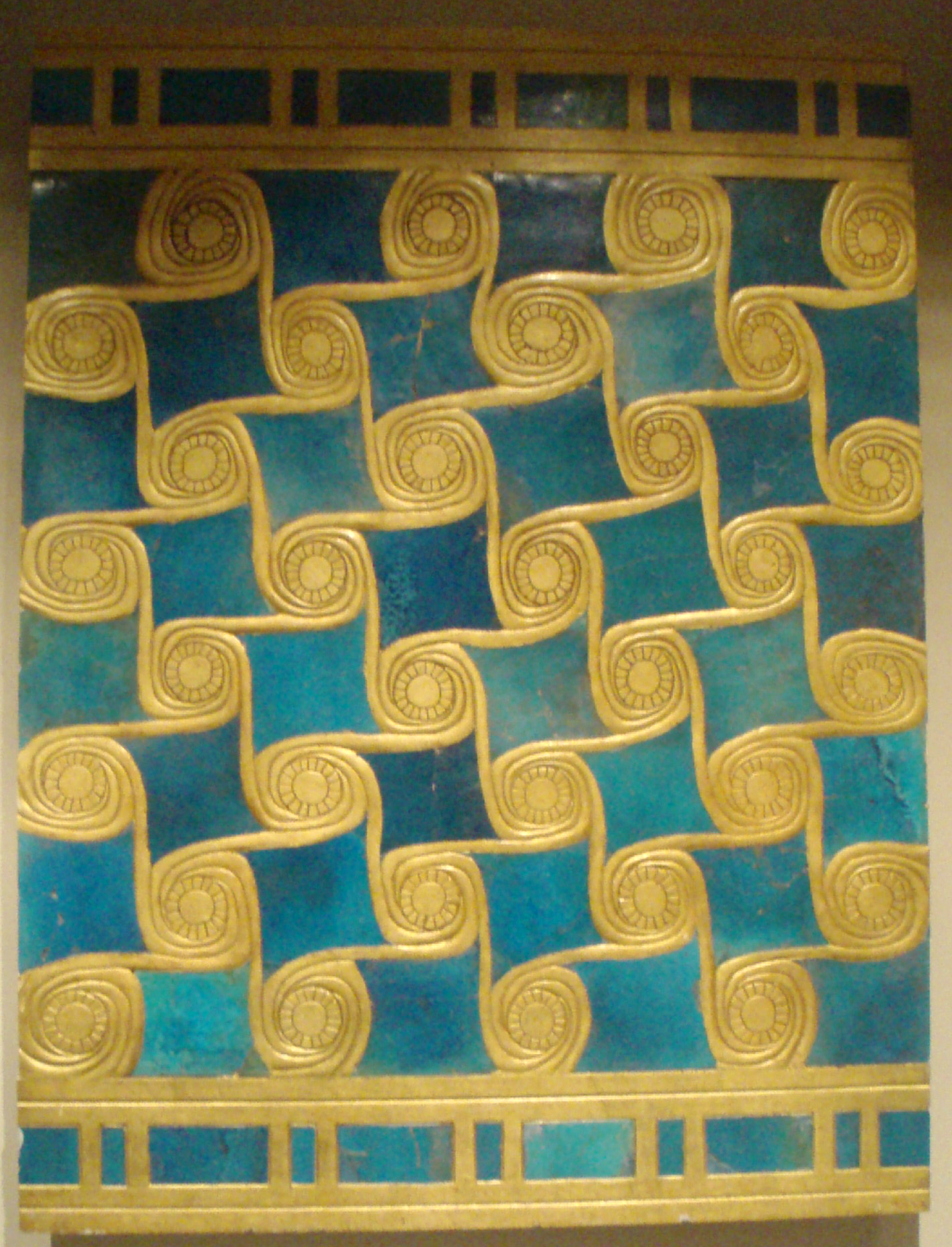
Díszítés a palotából

A palota kívülről fehérre volt festve, belül élénk színű falfestmények díszítették, melyek főként a természetet mintázták – állatokat, növényeket, folyópartot, virágokat, madarakat, halakat, szőlőindákat –, ezenkívül istenek és szerencsehozó szimbólumok is megjelentek az ábrázolásokon. A mozaikpadló díszítését is sok helyen ez jellemzi, míg a több mint 30 méter hosszú nagy fogadóterem padlója megkötözött ellenséges foglyokat ábrázol, akikre mindenki rálépett, aki áthaladt a termen, így szimbolikusan elnyomva őket.
Juja és Tuja, valamint Tutanhamon sírjának fennmaradt tárgyai alapján fogalmat alkothatunk a fényűző berendezésről, az ébenfa- és elefántcsontberakású, aranyozott, drágakövekkel díszített ágyakról, székekről és ládákról, alabástromedényekről és lámpásokról, virágvázákról. A munkások falvában található műhelyeket a palota kamarása, Amenhotep felügyelte; az innen származó tárgyakat olyan távoli országokban is megtalálták, mint Babilon és Mükéné. III. Amenhotep egy levelében említi a babiloni I. Kadasman-Enlilnek ajándékkba küldött tárgyakat, melyek közt egy arany- és elefántcsontberakású ébenfa ágy, valamint további, értékes anyagokból készült ágyak, székek és zsámolyok szerepeltek. A palotaegyüttes területén találhatóak a legkorábbi ismert egyiptomi üvegkészítő műhely maradványai is, ahol kobaltkék illatszeres üvegcséket készítettek.
Számos helyiségben fapolcon tárolták a kisebb tárgyakat, de tárolóként elsősorban ládák szolgáltak. A kényelemhez fürdőszobák és hűvös kertek is hozzájárultak. Egyes jelek arra mutatnak, a palotához könyvtár is tartozott; a fennmaradt fajansz könyvcímkék feliratai alapján úgy tűnik, a fáraót érdekelte a kertészet.

## Feltárása

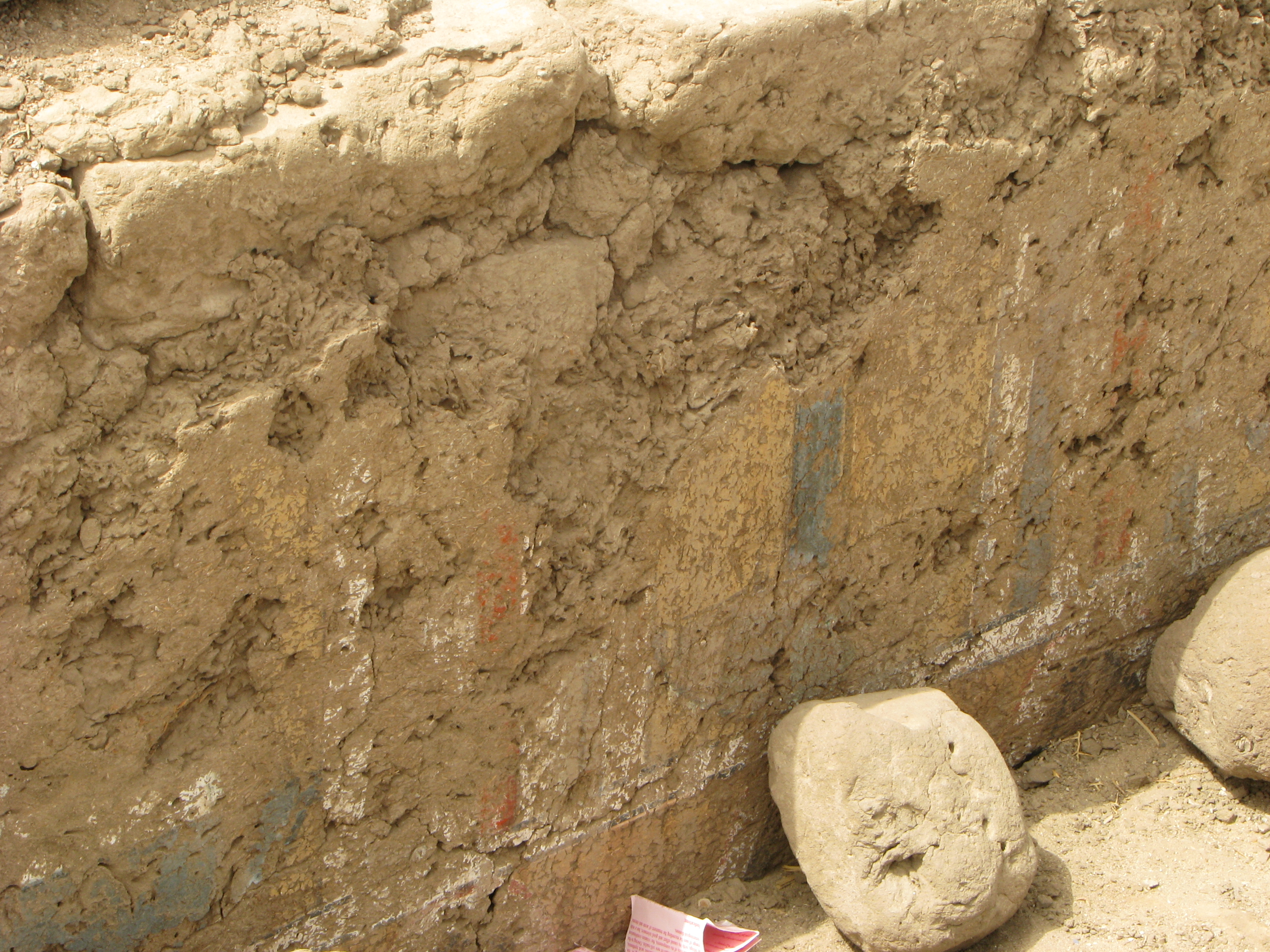
Falfestmény maradványok a romterület délkeleti részéről

A palotaegyüttes helyét George Daressy fedezte fel 1888-ban. Az 1970-es években David O’Connor és Barry Kemp tanulmányozta. A további feltárásokat a tokiói Vaszeda Tudományegyetem szakemberei végezték az 1980-as években.